# Взаимное гарантированное уничтожение
Гарантированное взаимное уничтожение — военная доктрина времён холодной войны, согласно которой применение двумя противоборствующими сторонами оружия массового поражения приведёт к полному уничтожению обеих сторон, что делает бессмысленными любые попытки применения доктрины первого удара. В западном мире доктрина известна под термином mutually assured destruction (англ. MAD, буквально «безумный»), введённым учёным Джоном фон Нейманом.
Доктрина взаимного гарантированного уничтожения является наглядным примером Равновесия Нэша, при котором ни одна сторона, будучи вооружённой, не может ни начать безнаказанно конфликт, ни разоружиться в одностороннем порядке.

## Теоретические основы
Согласно доктрине взаимного гарантированного уничтожения, каждая сторона имеет ядерное оружие в количестве, достаточном для уничтожения другой. Если одна из сторон начнёт агрессию против другой, начнётся эскалация конфликта и взаимный обмен ударами всем имеющимся арсеналом ядерного оружия против гражданского населения. В результате обе стороны будут гарантированно уничтожены (понесут такие потери в населении и промышленном потенциале, что утратят возможность продолжать существование как единое целое). Доктрина предусматривает, что при таком раскладе сил ни одна из сторон не осмелится нанести первый удар, создается ядерный паритет — хрупкое, но мирное сосуществование.
Разработка данной доктрины началась во время холодной войны между СССР и США, в ходе которой обе стороны активно наращивали ядерные потенциалы для обеспечения паритета или по крайней мере возможности нанести ответный удар. Сторонники этой доктрины уверены, что лучше не допускать эскалации конфликта и не доводить его до глобальной ядерной войны, в ходе которой нет гарантии, что одна из сторон выйдет победительницей.

## История
В конце 1940-х только две державы имели на вооружении ядерное оружие — СССР и США, однако у обеих отсутствовали эффективные средства доставки ядерного оружия. Со временем были разработаны стратегические бомбардировщики, позволившие доставлять ядерные бомбы на другой континент. Благодаря этому в американских военных кругах была разработана теория, названная американским дипломатом Джоном Даллесом массированным возмездием. Согласно ей, в случае если СССР начнёт вторжение в Европу, США ответит на эти действия массированным ударом ядерного и традиционного оружия. В ответ для обеспечения возможности ответного удара в СССР стартовали программы по разработке ракетного вооружения и подводного флота.
С появлением у обеих сторон эффективных средств доставки в виде межконтинентальных баллистических ракет, возникла ситуация, при которой ракетно-ядерная атака одной из сторон практически гарантированно вызывала ответную ракетно-ядерную атаку со стороны другой. Ввиду доминирующих на тот момент стратегических воззрений, основанных на опыте Второй Мировой войны, обе стороны предполагали, что основными целями для ядерных ударов станут населённые пункты и промышленные объекты оппонентов. Однако, быстрый рост ракетно-ядерных арсеналов обеих сторон привёл к тому, что стало очевидно: при полномасштабном обмене ядерными ударами (и если таковые будут направлены против гражданского населения), обе стороны понесут такие тяжёлые потери, что их существование окажется невозможным.
Огромная разрушительная мощь ядерного оружия и возможность сверхбыстрой его доставки баллистическими ракетами порождали опасения, что одна из сторон может использовать свой ядерный арсенал во внезапной атаке, с целью нанести неприемлемый ущерб оппоненту; вывести из строя ракетно-ядерный арсенал и вооруженные силы оппонента и тем самым вынудить его к капитуляции. Способом избежать подобного, на тот момент казалось гарантировать нанесение ответного удара в таком масштабе, чтобы оппонент считал агрессию совершенно невыгодной. Для достижения такого эффекта, ответный удар должен был быть нацелен на гражданское население противника, с целью нанесения агрессору неприемлемого ущерба.

## Этика
Известный футурист Герман Кан в своей книге «On Thermonuclear War» (1960) описал гипотетическую «машину Судного дня» (так называемую кобальтовую бомбу), которая иллюстрировала абсурдность возможности буквального применения военными доктрины взаимного гарантированного уничтожения. Кан при этом опасался, что американские военные воспримут эту идею всерьез и построят подобное устройство для ядерного шантажа СССР. Подобная система всё же была разработана в СССР (система «Периметр»), и служила в первую очередь для сдерживания вероятного противника.
Станислав Лем писал в «Фантастике и футурологии» (1970):
Нашему времени присуще падение традиционной структуры этических оценок во всепланетном аспекте, поскольку реализовалась возможность инструментального осуществления «Страшного суда». <…> Ведь о правоте, как изображении «хорошего», то есть справедливого поведения, можно говорить только до тех пор, пока вообще существует некто, способный оценивать происходящее; когда же нависает угроза всеобщей гибели, то дискуссия касательно правоты любой из сторон теряет какой бы то ни было смысл, поскольку единственное, о чём ещё стоит говорить на пороге ультимативной катастрофы, это проблема её недопущения; поэтому всякая «правота» с традиционных позиций «добра» или «зла» превращается в беспредметную пустоту, если она плотно не связана с реализацией единственной программы, ещё не утратившей смысла — программы, по масштабам своим равной самосохранению человечества.

## Проблемы доктрины
Доктрина гарантированного взаимного уничтожения подвергалась серьёзной логической критике; её противники указывали, что логика всей доктрины строится на целом ряде сомнительных, либо маловероятных допущений.
Главным из них считалось то, что доктрина полагала возможным только два состояния: «полное отсутствие эскалации» либо «полномасштабный удар» вне зависимости от обстоятельств, и не оставляла обоим участникам никакого простора для маневрирования, никакого резерва безопасности на случай ошибок или провокации третьей стороны. Полное же исключение эскалации представлялось практически невозможным.
Среди главных проблем доктрины назывались:

### Требование гарантирования ответного удара
Основой доктрины взаимного уничтожения являлась гарантированная возможность для атакованной стороны нанести мощный ответный атомный удар против агрессора, вне зависимости от ситуации. Таким образом, ядерный арсенал атакованной стороны должен был гарантированно пережить атаку агрессора и сохранить достаточную мощность, чтобы нанести ощутимый урон агрессору. Невыполнение этого требования — то есть ситуация, при которой агрессор первым ударом уничтожал большую часть ядерного арсенала оппонента — приводила к невозможности выполнения доктрины MAD.

### Требование идеального обнаружения предупреждения
Соблюдение доктрины гарантированного взаимного уничтожения налагало практически нереалистичные требования на средства обнаружения и предупреждения о неприятельском нападении:
- Никаких ложных предупреждений, ошибок, сбоев в аппаратуре, способных создать ошибочное впечатление о неприятельском ударе. Невозможность выполнения этого требования была подтверждена на практике — множество ложных срабатываний не привело к массированной атаке.
- Никакой возможности скрыть или замаскировать запуски баллистических ракет.
- Никаких средств доставки с небольшим временем реакции, на удар с помощью которых оппонент не успеет отреагировать (например, атаки с развернутой вблизи побережья оппонента подводной лодки). Это требование вступало в сильное противоречие с требованием гарантирования ответного удара, для которого подводные лодки являлись идеальным решением.
- Никакой ошибки в определении агрессора — и соответственно, цели для массированного возмездия. Это требование ставилось под сомнение, например, возможностью ракетной атаки с неидентифицированной подводной лодки или запуска ракет с позиций вблизи границы двух стран; точное определение агрессора представлялось бы затруднительным или вовсе невозможным, и ответный удар в рамках доктрины MAD был бы нанесен по наиболее вероятному оппоненту (что давало третьей стороне возможность путём провокаций создать конфликт между двумя нациями и заставить их взаимно уничтожить друг друга).

### Требование рациональности сторон
- Все правительства, обладающие ядерным ракетным арсеналом, обеспокоены выживанием собственного населения и принимают в расчет его безопасность (что могло быть не вполне верно, например, в отношении маоистского Китая).
- Ни один командующий, действуя без согласия правительства, не сможет спровоцировать запуск ракет.
- Ни одна третья сторона не будет пытаться тайно спровоцировать конфликт между двумя другими, стремясь тем самым добиться их взаимоуничтожения
- Обе стороны должны быть абсолютно уверены в том, что другая сторона оценивает события аналогично им.

### Требование неспособности к обороне
- Ни одна из сторон не должна была иметь средств защиты от ракетного нападения, могущих поставить под сомнение эффективность ответного удара. Это требование вступало в противоречие с требованием гарантированного ответного удара и требованием идеального предупреждения; наличие системы противоракетной обороны позволяло ослабить удар агрессора и гарантировать возможность ответного удара. Кроме того, наличие системы противоракетной обороны снижало риск начала конфронтации из-за ложного предупреждения или провокационной атаки, и позволяло снизить вероятность эскалации.

## Факторы, нарушающие доктрину

### Противоракетная оборона
Фундаментальной проблемой противоракетной обороны являлось то, что, обеспечивая защиту территории, стратегическая ПРО парадоксальным образом повышала угрозу эскалации любого конфликта и перерастанию его в ядерную войну. Объяснялось это следующим образом:
1. Противоракетная оборона не может быть абсолютной: всегда существует вероятность, что какое-то количество боеголовок пройдут оборону.
2. Чем меньше ракет будет запущено противником, тем больше эффективность противоракетной обороны.
3. Таким образом, в случае конфронтации — сторона, имеющая противоракетную оборону, имеет стимул нанести удар первой и вывести из строя максимальное число ракет неприятеля до их запуска.
4. Сторона, не имеющая противоракетной обороны, но знающая о существовании таковой у неприятеля, должна учитывать её в своих расчетах.
5. Сторона, не имеющая противоракетной обороны, понимает, что противник (см. пункт 3) имеет стимул нанести первым удар.
6. Соответственно, сторона не имеющая противоракетной обороны, ТАКЖЕ имеет стимул нанести удар первой, чтобы опередить возможный превентивный удар противника.

В результате этого логического цикла вероятность эскалации любого конфликта до глобальной ядерной войны повышалась экспоненциально ввиду взаимного недоверия и взаимных опасений, что противник нанесёт удар первым.
С одной стороны, противоракетная оборона подрывала сам принцип гарантированного взаимного уничтожения, основанный на невозможности для агрессора уцелеть.
С другой стороны, противоракетная оборона обеспечивала выполнение ключевого требования доктрины гарантированного взаимного уничтожения — способности ядерных сил пережить атаку агрессора и нанести ответный удар.
Таким образом, противоракетная оборона вводила доктрину гарантированного взаимного уничтожения в логический парадокс.

### Разделяющиеся боевые блоки индивидуального наведения
Баллистические ракеты с разделяющимися головными частями индивидуального наведения (далее — РГЧ ИН) воспринимались многими экспертами как потенциальная угроза для мировой стабильности и фактор, увеличивающий риск эскалации международных конфликтов. Проблема заключалась в том, что МБР, оснащенные РГЧ ИН значительно усиливали возможный удар без увеличения числа ракет как таковых; ввиду этого, ядерный арсенал становился значительно более концентрированным (вместо ввода в строй большого числа моноблочных ракет появилась более дешевая возможность ввода в строй небольшого числа ракет с РГЧ ИН) и более чувствительным к превентивному неприятельскому удару.
Эта ситуация описывалась двумя моделями:
- Если обе стороны имеют по 100 моноблочных ракет, то агрессор, чтобы поразить ядерный арсенал оппонента (и нейтрализовать его ответный удар) должен нацелить каждую свою МБР на каждую ракету оппонента. При этом, по каждой МБР оппонента может быть нанесен всего один ядерный удар, что не гарантирует уничтожения всех атакованных МБР. Ракетный же арсенал агрессора будет полностью истощен этой единственной атакой.
- Если обе стороны имеют по 100 ракет с разделяющимися головными частями индивидуального наведения (по 10 на каждой), то агрессор, чтобы поразить ядерный арсенал оппонента (и нейтрализовать его ответный удар) может направить всего половину своих ракет — 50 единиц, с 10 боеголовками каждая — против ядерного арсенала оппонента. За счет применения РГЧ ИН, агрессор может всего 50 ракетами атаковать 100 ракет оппонента, причем по каждой ракете оппонента будет нанесено по 5 ядерных ударов — что существенно повышает шансы на полное уничтожение ядерного арсенала оппонента. При этом агрессор сохраняет половину своего ракетного арсенала в резерве.

Таким образом, с одной стороны — массовое развертывание ракет с РГЧ ИН создает возможность для частичной либо полной нейтрализации ядерного арсенала оппонента превентивным ударом, тем самым подрывая основы доктрины гарантированного взаимного уничтожения.
С другой стороны — массовое развертывание ракет с РГЧ ИН обеспечивает возможность нанесения ответного ядерного удара даже небольшим числом ракет, и тем самым усиливают доктрину гарантированного взаимного уничтожения.
Таким образом, РГЧ ИН являются ещё одним элементом, вводящим доктрину в логический парадокс.

### Подводные ракетоносцы
Подводные лодки, оснащенные баллистическими ракетами, были ещё одним фактором, нарушающим работу доктрины гарантированного взаимного уничтожения.
- С одной стороны, ПЛАРБ являлись оптимальным средством нанесения ответного удара, так как наиболее эффективно обеспечивали рассредоточение и выживание стратегического ядерного арсенала при нападении противника.
- С другой стороны, ПЛАРБ также являлись оптимальным средством нанесения первого удара, ввиду их способности занять скрытно позицию в непосредственной близости от территории неприятеля.
- Кроме того, ПЛАРБ представляли угрозу неидентифицированных запусков; запуск ракет с ПЛАРБ не позволял по месту запуска установить принадлежность субмарины.

## Приложение доктрины
Доктрина гарантированного взаимного уничтожения не была принята официально ни в США, ни в СССР. Хотя обе сверхдержавы декларировали готовность применить её в случае агрессии со стороны оппонента, на практике, в военных доктринах и США и СССР гарантированное взаимное уничтожение рассматривалось лишь как крайний случай; в основном, как средство удерживать противника от ядерных ударов против гражданского населения, а не как средство предотвращения агрессии вообще. Понимая ограничения и слабые места доктрины, обе стороны принимали более комплексный подход, в котором ответ на агрессию зависел от масштабов и конкретных методов агрессии. Например, в случае не-ядерной агрессии одной из сторон против другой, обороняющийся поначалу ответил бы конвенционными средствами и (в зависимости от ситуации) тактическими ядерными ударами против военных целей на поле боя, избегая сразу начинать эскалацию. Это обеспечивало сохранение возможности деэскалации конфликта и защиту гражданского населения.
В июне 1982 года СССР принял обязательство о неприменении ядерного оружия первым, которое стало составной частью советской военной доктрины.